# Verrières-en-Forez
Verrières-en-Forez é uma comuna francesa na região administrativa da Auvérnia-Ródano-Alpes, no departamento do Loire. Estende-se por uma área de 21.17 km². Em 2010 a comuna tinha 784 habitantes (densidade: 37 hab./km²).